# Verkkosaaret (ö i Norra Savolax, Kuopio)
Verkkosaaret är en ö i Finland. Den ligger i sjön Kallavesi och i kommunen Kuopio i den ekonomiska regionen  Kuopio ekonomiska region  och landskapet Norra Savolax, i den centrala delen av landet, 300 km nordost om huvudstaden Helsingfors. Öns största längd är 60 meter i sydöst-nordvästlig riktning. Notera att namnet antyder att det är fråga om flera öar.